# Donja Glama
Donja Glama (cyr. Доња Глама) – wieś w Serbii, w okręgu pirockim, w gminie Bela Palanka. W 2011 roku liczyła 8 mieszkańców.